# 西藏鬼吹箫
西藏鬼吹箫（学名：Leycesteria thibetica）是忍冬科鬼吹箫属的植物，是中国的特有植物。分布在中国大陆的西藏等地，生长于海拔1,850米至2,600米的地区，多生于山坡铁杉林缘，目前尚未由人工引种栽培。

## 别名
西藏风吹箫（植物分类学报）

## 异名
- Leycesteria glaucophylla Hook. f. var. thibetica (H. J. Wang) J. F. Huang